# Votcă

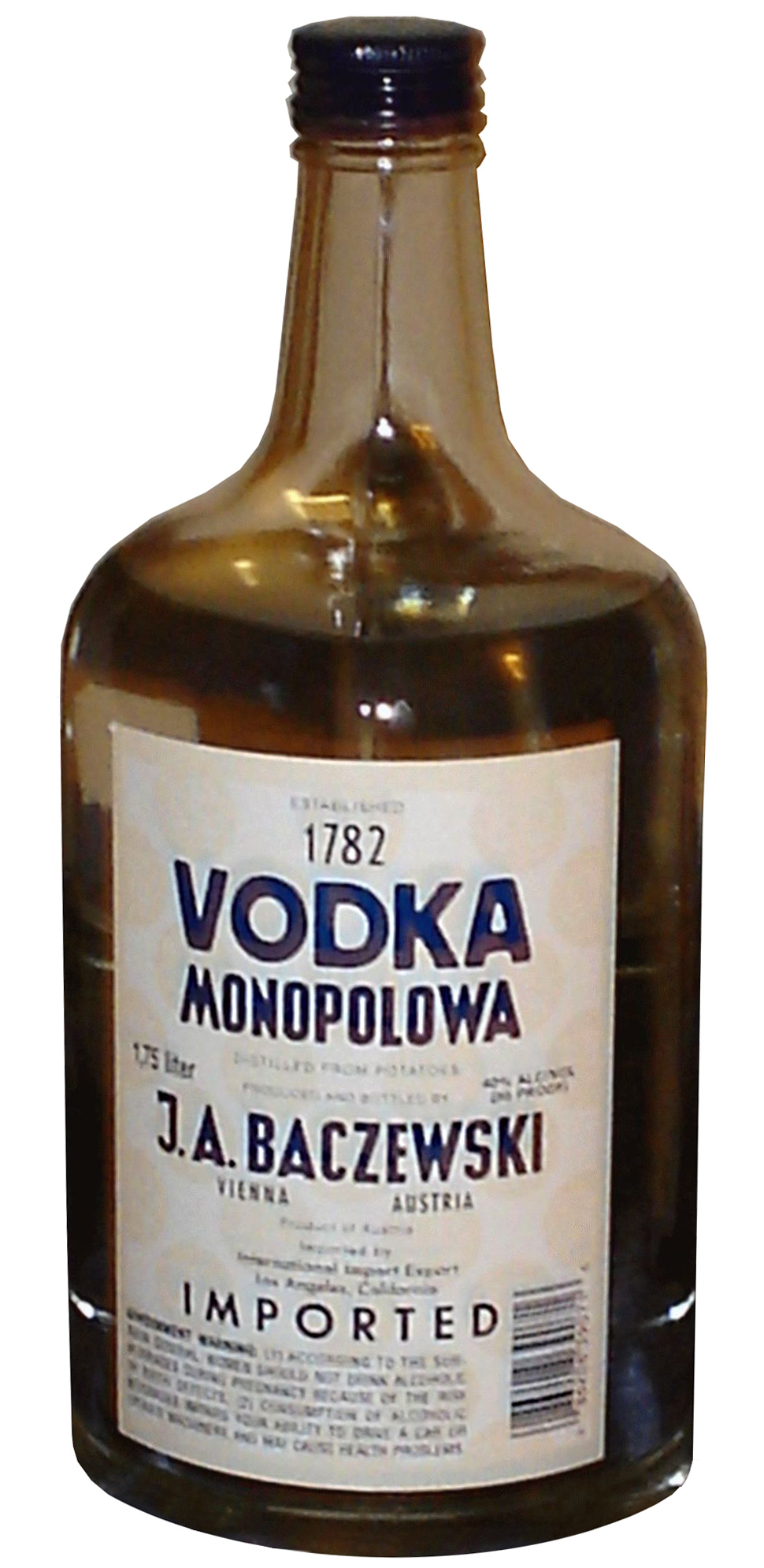
Monopolowa Vodka, sticlă de 1,75 l

Votca sau vodca (din rusă водка, vodka, în trad. „apșoară”) este una din cele mai cunoscute băuturi alcoolice distilate. Este un lichid transparent ce conține apă și etanol purificat prin distilare — uneori distilare multiplă — de la o substanță fermentată din cartofi, cereale (de obicei grâu sau secară) sau sirop de sfeclă de zahăr, plus o cantitate nesemnificativă de alte substanțe, cum ar fi arome.
Votca are de obicei un conținut alcoolic de la 35% până la 50% alcool pe volum. Votca clasică rusească, lituaniană și poloneză are 40%. Această măsură poate fi atribuită standardelor Rusiei pentru producția votcii introduse în 1894 de Alexandru al III-lea.  Totuși, de când de pe vremea lui băuturile alcoolice erau taxate pe bază de tărie, procentajul a fost rotunjit la 40, pentru a face mai simplă calcularea taxei. La tării mai mici decât 38–40, votca băută simplu (fără gheață, sau neamestecată cu alte lichide) are gust apos; la tării mai ridicate, gustul acesteia dă senzație de ardere. Unele guverne stabilesc conținutul minim de alcool la băuturi să se numească „votca”. Spre exemplu, Uniunea Europeană stabilește un minim de 37,5% de alcool pe volum.
Deși votca este tradițional băută simplu în Europa de Est și în țările din „centura de votcă”, popularitatea ei prin alte părți se datorează folosirii acesteia în cocktailuri precum Bloody Mary, votca martini și altele.
Conform DEX online, cuvântul „votcă” are ca variante substantivele „vodcă” și „vutcă”. Forma de plural este „votci”, iar cea de dativ-genitiv este „votcii” (nu „votcăi”).

## Etimologie
„Votca” este forma romanizată a cuvântului „Водка”, transliterat „vodka”. Termenul este un diminutiv de la cuvântul rusesc pentru apă („вода”, pronunțat „vo'da”).
Termenul poate fi găsit în documente de la Voievodatul Sandomierz din Polonia datând din 1405 și 1537. În aceste timpuri, cuvântul se referea la medicamente și cosmetice. Un număr de liste farmaceutice ruse conțineau expresia „votcă de lichior diluat” (водка хлебного вина) și „votcă de lichior pe jumătate diluat” (водка полу хлебного вина). Cum alcoolul a fost folosit ca bază pentru medicamente, aceasta presupune că termenul vodka poate fi un substantiv derivat de la verbul vodit’, razvodit’ (водить, разводить), „a dilua cu apă”.
Lichiorul diluat este o băutură alcoolică distilată din alcool făcut din grâne (spre deosebire de cel din struguri) și de aici „votca din lichior diluat” ar fi diluarea cu apă a unui alcool din grâne distilat.
Pe când cuvântul poate fi găsit în manuscripte și în lubok (лубок, poze cu text explicând acțiunea - un predecesor rusesc al benzilor desenate), a început să apară în dicționarele rusești abia la mijlocul secolului al XIX-lea.
O altă conexiune posibilă dintre „votcă” și „apă” este numele băuturii alcoolice medievale aqua vitae (în latină, „apa vieții”), care este reflectat în poloneză ca „okowit”, ucraineană ca „оковита”, sau belarusă ca „акавіта”.
Un alt termen slav/baltic arhaic pentru băuturi tari a fost „vița verde” (rusă: zeleno vino, lituaniană: žalias vynas).

## Istoric

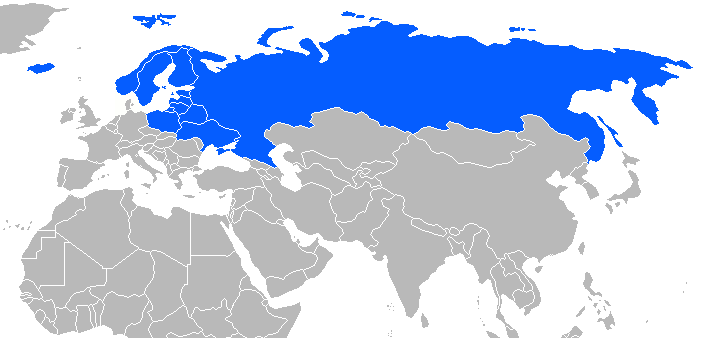
Țările din „centura de votcă” sunt casa istorică a votcii, și au de asemenea cel mai mare consum de votcă din lume.

Originile votcii nu pot fi stabilite cu exactitate, dar se crede că aceasta provine din regiunile cerealiere din Polonia, Belarus, Lituania, Ucraina și Rusia europeană. Are de asemenea rădăcini vechi în Scandinavia. De multe secole, băuturile conțineau ceva alcool. S-a estimat că 14% era cantitatea maximă, deoarece la atâta se putea ajunge prin fermentație naturală.

### Rusia
Inițial, băutura nu era numită votcă — se folosea termenul „lichior diluat” (хлебное вино; hlebnoe vino). Până spre mijlocul secolului al XVIII-lea, conținutul de alcool a rămas relativ scăzut, nedepășind 40% alcool pe volum. Era comercializată mai mult prin cârciume și costa scump. În același timp, cuvântul „votca” era deja în folosință, dar se referea la tincturi din ierburi (similare cu absintul), conținând până la 75% alcool pe volum, și făcut în scopuri medicinale.
Prima utilizare scrisă a cuvântului „votcă” a fost descoperită într-un document oficial rus, decretul Împărătesei Elizabeta din 8 iunie 1751, care reglementează posesiunea asupra distileriilor de votcă. Taxele votcii deveniseră un element-cheie ale finanțelor guvernamentale în Rusia Țaristă, aprovizionând atunci 40% din beneficiile statului.Până în anii 1860, datorită politicii guvernului de promovare a consumului de votcă produsă de stat, a devenit băutura preferată printre mulți ruși. În 1863, monopolul guvernului asupra votcii a fost revocat, făcând prețurile acesteia să scadă, făcând-o valabilă și pentru cetățenii cu venit mic. Până în 1911, votca reprezenta 89% din toate băuturile alcoolice consumate în Rusia. Acest nivel a scăzut de-a lungul secolului al XX-lea, dar a rămas considerabil. Cele mai recente estimate o ridică la nivelul de 70% (în 2001). Astăzi, câteva sortimente populare sunt (printre altele) Stolicinaia, Eristoff, Smirnoff și Borissov.

### Polonia
În Polonia, votca (poloneză: wódka) este produsă de la începuturile Evului Mediu. Prin aceste timpuri, tăriile erau folosite mai ales pe post de medicamente. Stefan Falimierz afirma, în eseul său din 1534 despre ierburi, că votca poate fi folosită pentru „sporirea fertilității și trezirea libidoului”. Prin anii 1400 a devenit o băutură populară în Polonia — mulți autori polonezi scriind despre despre ea; Wódka lub gorzała (1614), scrisă de Jerzy Potański, conține informații valoroase asupra producției de votcă. Jakub Kazimierz Haur, în cartea sa, Skład albo skarbiec znakomitych sekretów ekonomiej ziemiańskiej (rom. O comoară cu secrete excelente despre economia feudului boierimii, Cracovia, 1693), a dat rețete detaliate pentru producerea votcii din secară.
Câteva mărci de votcă poloneze datează cu secole în urmă. Cele mai notabile sunt Żubrówka, din secolul al XVI-lea, Goldwasser, din începutul sec. al XVII-lea și Starka vodka, tot din sec. al XVI-lea. Pe la mijlocul secolului al XVII-lea, szlachta (nobilimii) i-a fost acordat un monopol pentru fabricarea și vinderea votcii în teritoriile acestora. Acest privilegiu a fost o sursă de profituri substanțiale. Una din cele mai faimoase distilerii ale aristocrației a fost fondată de Prințesa Lubomirska, condusă mai târziu de nepotul ei, contele Alfred Wojciech Potocki. Muzeul The Vodka Industry, acum organizat la distileria contelui Potocki, are un document original ce atestă existența distileriei în 1784. Astăzi operează sub numele de „Polmos Łańcut”.
Producția la scară largă a votcii a început în Polonia la sfârșitul secolului al XVI-lea, inițial la Cracovia, când băuturile alcoolice au început să fie exportate spre Silezia, cu ceva timp înainte de 1550. Orașele sileziene cumpărau votcă și din Poznań, un oraș care în 1580 avea 498 de distilerii active. Ulterior, însă, Gdańsk a depășit acest oraș în domeniul comercializării votcii. În secolele XVII și XVIII, votca poloneză a fost recunoscută în Olanda, Danemarca, Anglia, Rusia, Germania, Ungaria, România, Ucraina și bazinul Mării Negre.

Primele metode de producție erau primitive. Băutura era de obicei scăzută în alcool, iar distilarea trebuia repetată de câteva ori (un proces de distilare format din 3 etape era obișnuit). Prima distilare era numită „brantówka”,  a doua — „szumówka”, iar a treia — „okowita” (de la „aqua vitae”), care conținea în general 70%–80% alcool pe volum. Apoi băutura era diluată cu apă, rezultând o votcă simplă (30%-35%), sau una mai tare, dacă diluarea fusese efectuată folosind un alambic. Metodele exacte de producție au fost descrise în 1786 de Paweł Biretowski, iar în 1774 de Jan Chryzostom Simon.
Sfârșitul secolului al XVIII-lea a marcat începutul industriei votcii în Polonia (partea estică a Poloniei era pe atunci parte a Imperiului Rus). Votcile produse de nobilime și cler deveniseră un produs în masă. Prima distilerie industrială a fost fondată în 1782 în Liov de Jan Baczewski. El a fost ulterior urmat de Jakub Haberfeld, care în 1804 a pus bazele unei fabrici la Oświęcim, și de Hartwig Kantorowicz (1823) la Poznań. Implementarea unei noi tehnologii în a doua jumătate a secolului al XIX-lea, care a permis producerea votcii limpezi, a contribuit la succesul lor. Prima distilerie purificatoare a fost fondată în 1871. În 1925, producția de votcă limpede a fost făcută printr-un monopol al guvernului polonez.
După cel de-al Doilea Război Mondial, toate distileriile au fost preluate de către guvernul comunist al Poloniei. În timpul anilor 1980, vânzării de votcă i-au fost fixate norme. După victoria mișcării solidaritare, toate distileriile au fost privatizate, ducând la o explozie de mărci.

### Ucraina
Horilca (în ucraineană горілка, transliterat gorilka, în graiul maramureșean horinca) este termenul ucrainean pentru „votcă”. Horilca poate fi folosit în sens general în limba ucraineană, adică să înseamne whiskey sau alte băuturi alcoolice tari. Printre oamenii de origine slavă, termenul de horilcă este folosit pentru a sublinia originea ucraineană a votcii. Spre exemplu, în romanul istoric al lui Nikolai Gogol, Taras Bulba, el scria: „și adu-ne multă horilcă, dar nu de aceea rafinată, cu stafide, sau cu alte astfel de chestii — adu-ne o horilcă de cel mai pur tip, dă-ne acea băutură demonică care ne face fericiți, jucăuși și sălbatici!”
O pertsivka sau horilka z pertsem (votcă piperată) este o votcă cu ardei iuți puși în sticlă, transformând horilca într-un fel de bitter. Horilca este adesea amestecată cu miere, mentă, sau chiar lapte, cel din urmă nefiind tipic pentru votci de alte origini. Unii consumatori susțin că horilca este considerată mai tare și mai condimentată decât votca rusească.

## Astăzi

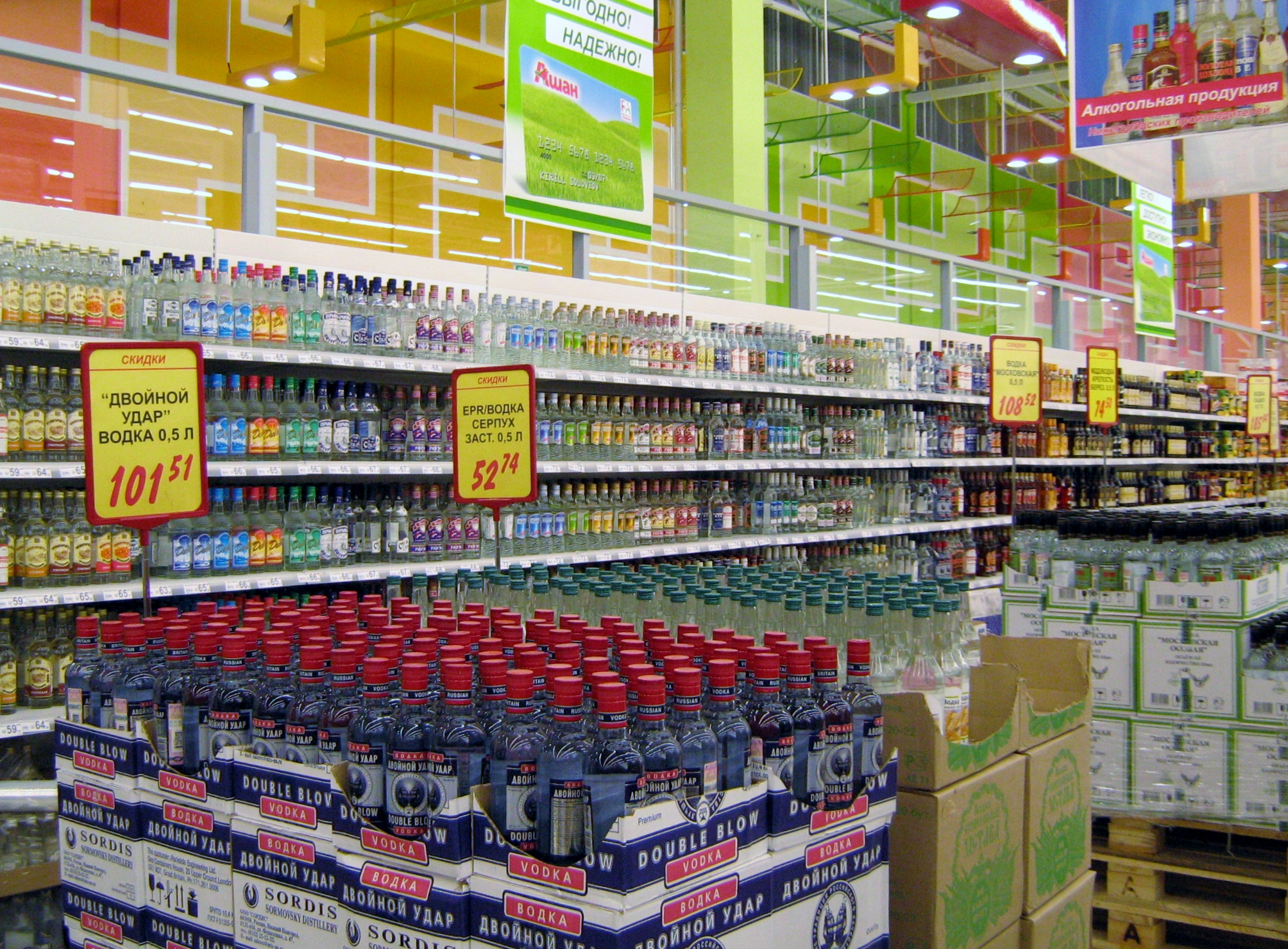
O selecție de votcă dintr-un hypermarket

Votca este una dintre cele mai populare băuturi alcoolice din lume. Înainte de anii 1950, era rar consumată în afara Europei. Până în 1975, vânzările ei în S.U.A. le-au eclipsat pe cele ale bourbonului sau ale whiskey-urilor, anterior cele mai populare tării și native acelei țări. În a doua jumătate a secolului al XX-lea, votca și-a datorat popularitatea în mare parte reputației sale de băutură alcoolică ce „te lasă fără suflare” - cum ar spune unii -, nerămânând niciun miros de tărie detectabil în respirație, iar aroma ei neutră permițându-i să fie combinată cu o largă varietate de băuturi, deseori înlocuind alte tării (mai ales ginul) în cocktail-urile tradiționale precum martini.
Conform cărții The Penguin Book of Spirits and Liqueurs (rom. Cartea pinguinului pentru tării și lichior), „nivelul ei scăzut de alcool format prin fermentare și, astfel, de impurități datorate fermentării — care aromatizează tăriile, dar care pot contribui la efecte secundare după consum în exces — conduc la ea [votca] ca fiind considerată printre cele mai «sigure» băuturi alcoolice, deși nu în context de putere a intoxicației, care, depizând de tărie, poate fi considerabilă.”
Autorul culinar rus William Pokhlebkin a compilat istoria producției de votcă din Rusia pe timpul anilor 1970 ca o parte din cazul sovietic într-o dispută de tranzacție; aceasta a fost mai târziu publicat ca A History of Vodka. Pokhlebkin a declarat că, în timp ce au fost o mulțime de publicații despre istoria consumării și distribuției votcii, nu s-a scris nimic despre producerea propriu-zisă. Printre afirmațiile lui s-a numărat și faptul că termenul „votcă” a fost folosit oral mai devreme de mijlocul secolului al XVIII-lea, dar cuvântul nu a apărut pe hârtie decât în anii 1860.

## Producere
Votca  poate fi distilată din orice plantă bogată în amidon sau zahăr; în prezent majoritatea producătorilor de votcă folosesc cereale precum porumb, grâu, secară sau sorg. Cele din secară și grâu sunt considerate superioare. Votca mai este făcută și din cartofi, sfeclă de zahăr, boabe de soia sau struguri de viță-de-vie.
În câteva țări din centrul Europei, precum Polonia, o parte din votcă este produsă doar prin fermentația unei soluții din cristale de zahăr și drojdie. În Uniunea Europeană sunt vorbe de standardizare a votcii, dar țările din „Centura de votcă” insistă ca doar băuturile alcoolice făcute din grâne, cartofi și sfeclă de zahăr să fie comercializate ca „votcă”, urmărind metodele tradiționale de producție).

### Distilare și filtrare
O proprietate comună a votcii produse în S.U.A. și Europa este uzul extensiv al filtrării înainte de procesul de adăugiri, cum ar fi adăugarea aromei. Filtrarea este făcută atât în timpul distilării, cât și după, în dependență de producător. Acest lucru se datorează legilor Europei și Statelor Unite care nu permit ca votca să aibă aromă, caracter, culoare sau gust distinctiv. Totuși, acesta nu este cazul țărilor ce produc votca în stil tradițional, mulți distilatori preferând să folosească distilare precisă dar filtrare minimă, astfel conservând aromele unice ale produselor lor.
„Maestrul distilării” este persoana în sarcină cu distilarea votcii și care dirijează filtrarea. Prin numeroase etape de distilare, gustul votcii este îmbunătățit și claritatea accentuată. Distilarea repetată a acesteia îi mărește nivelul de etanol cu mult peste limita legală. Depinzând de metoda folosită și de tehnica maestrului distilării, votca filtrată la final va avea până la 95-96% etanol. Astfel, ea este diluată cu apă potabilă înainte de îmbuteliere.
Acest fel de distilare e ceea ce separă votca pe bază de secară (spre exemplu) de whiskey de secară; pe când whiskey-ul este în general distilat numai până la conținutul alcoolic final, votca este distilată până când este aproape alcool pur și apoi diluată cu apă pentru a-i da conținutul alcoolic final și aroma unică, depinzând de sursa apei.

### Aromatizare
Pe lângă conținutul alcoolic, votca mai poate fi clasificată în două mari categorii: pură și aromată. Din ultima se pot separa tincturi amare, precum iubileinaia rusă (votcă aniversară) și Perțovka (votcă piperată).
Pe când majoritatea mărcilor de votci nu sunt aromate, cele aromate sunt produse în zone tradiționale în care votca este consumată intens, câteodată după rețete făcute acasă pentru a accentua gustul sau pentru scopuri medicinale. Aromele includ ardei iute, ghimbir, arome de fructe, vanilie, ciocolată (fără îndulcitor) și scorțișoară. Ucrainenii produc o votcă comercială ce include sunătoare. Polonezii și belarușii adaugă frunze de la planta locală, Iarba dulce, pentru a produce votcă Żubrówka (poloneză) și Zubrovka (belarusă) cu un gust ușor dulce și culoare ambră-deschisă.
În Ucraina și Rusia, votca aromată cu miere și piper (numită Perțovka, în rusă, Z pertsem în ucraineană) este de asemenea foarte populară. În Polonia, o votcă faimoasă conținând miere se numește krupnik.
Această tradiție de a aroma este predominantă și în țările nordice, unde votca asezonată cu ierburi, fructe și condimente este băutura perfectă pentru festivitățile de sezon estival. În Suedia există 40 varietăți de votcă asezonată cu ierburi (kryddat brännvin). În Polonia există o categorie separată, nalewka, pentru băuturile alcoolice pe bază de votcă cu fructe, rădăcini, flori, sau extracte din ierburi, care sunt adesea făcute în condiții casnice sau produse de distilerii comerciale mici. Conținutul lor alcoolic variază între 15% și 75%.

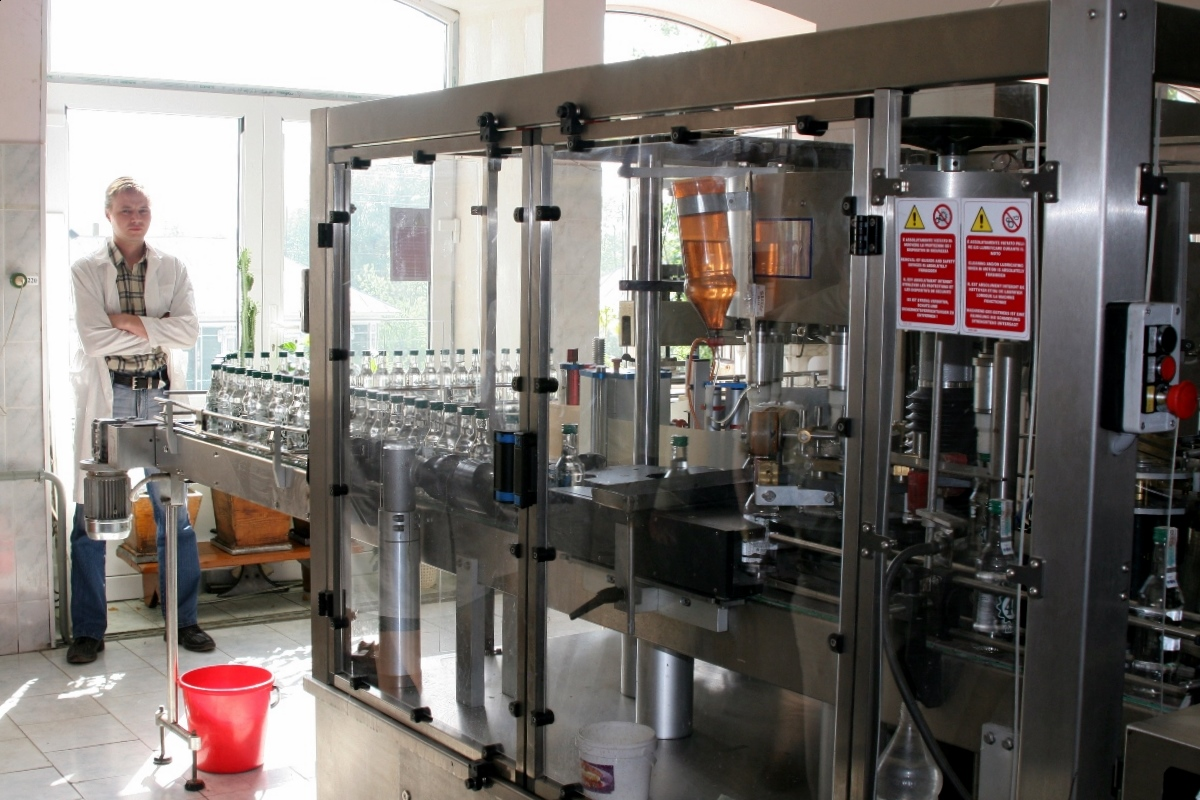
Mașină de îmbuteliat votcă din Rusia

Polonezii fac o băutură alcoolică rafinată (în poloneză: spirytus rektyfikowany) foarte pură — 95%. Teoretic, este o formă de votcă și este vândută în chioșcuri de lichior, nu în farmacii. În mod similar, piața germană oferă varietăți de votcă germană, ungară, poloneză și ucraineană cu 90%–95% alcool. O votcă bulgară, Balkan 176°, conține 88% alcool.

### Alte procese
Datorită punctului de înghețare scăzut al alcoolului, votca poate fi depozitată în gheață sau congelator fără cristalizarea particulelor de apă. În țările unde nivelurile alcoolului sunt în general mici (în S.U.A. spre exemplu, datorită faptului că taxele variază după procentajul alcoolului), unii măresc procentajul alcoolului printr-o formă de distilare înghețată. Aceasta se face prin plasarea votcii într-un vas deschis (bol, farfurie etc.) în congelator și după ce a atins o temperatură mai mică decât cea la care îngheață apa (0° C), se adaugă cuburi de gheață la care apa liberă din votcă se va cristaliza, lăsând în urmă o concentrație mai mare de alcool.

## Votca în Uniunea Europeană
Succesul recent al votcii pe bază de struguri din S.U.A. a îndemnat producătorii de votcă din țările din Centura de votcă, anume Finlanda, Lituania, Polonia și Suedia, să facă campanie pentru ca legislația Uniunii Europene să categorisească numai băuturile alcoolice din grâne sau cartofi, și nu cele produse din orice alcool etilic (spre exemplu, din mere sau struguri). Această propunere a provocat critica din partea țărilor Europei de Sud, care distilează deseori tescovina rămasă de la producerea vinului, în băutură alcoolică (deși tescovina de calitate superioară este distilată de obicei într-o varietate de brandy, iar cea de calitate inferioară este de regulă transformată într-o băutură alcoolică cu gust neutru). Atunci, orice votcă care nu e făcută din grâne sau cartofi va trebui să publice produsele folosite în producerea sa. Această regulă a fost adoptată de Parlamentul European pe 19 iunie 2007.

## Sănătate

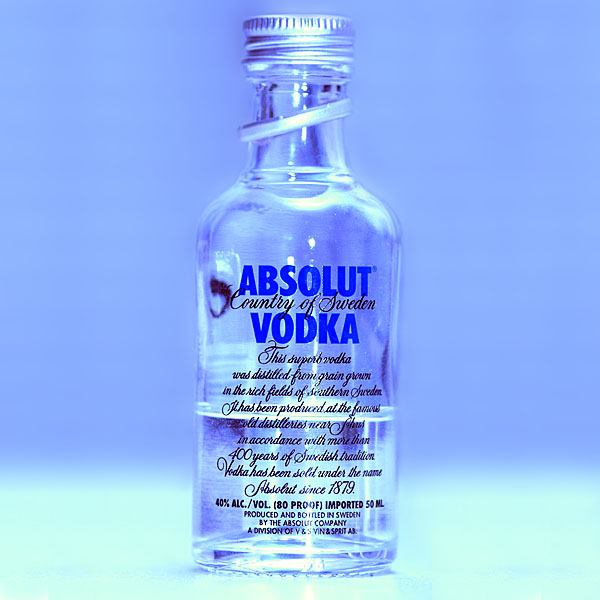
O sticlă de votcă suedeză

Votca consumată în cantități mari, ca oricare băutură alcoolică, poate cauza deshidratare, iritații digestive și alte simptome asociate cu mahmureala. Acestea sunt efectele etanolului, chiar dacă se găsește într-o măsură mai slabă ca metanolul, absent în votca pură. Consumul de cantități exagerate poate chiar provoca moartea.
În unele țări votca de pe piața neagră este vast răspândită datorită faptului că poate fi produsă ușor și evitate taxele. Însă intoxicația severă, orbirea sau moartea pot avea loc din cauza substituțiilor industriale pentru etanol, foarte periculoase, ce sunt adăugate de furnizorul pieței negre, descoperire făcută de BBC. În martie 2007, BBC News UK a realizat un documentar pentru a găsi cauza îngălbenirii severe a pielii printre consumatorii a unei astfel de votci. Cauza s-a găsit a fi un dezinfectant industrial (Extrasept) adăugat votcii de către distileriile ilegale deoarece are conținut mare de alcool și prețul de achiziție mic. Mortalitatea crește din cauza naturii cronice a cirozei care cauzează această îngălbenire.